# クリオ (小惑星)
クリオ (84 Klio) は、小惑星帯に位置する小惑星の一つ。1865年8月25日にドイツの天文学者、ロベルト・ルター (Karl Theodor Robert Luther) により発見された。ギリシア神話に登場するムーサの一人クレイオ (Kleio) の別名にちなみ命名された。クリオという名前は、以前にも小惑星12番（最終的にビクトリアと命名された）の名前の候補になっていた。1997年4月2日にクリオによる掩蔽が観測された。